# 黄川田仁志
黄川田 仁志（きかわだ  ひとし、1970年10月13日 - ）は、日本の政治家。自由民主党所属の衆議院議員（5期）。
衆議院外務委員長、内閣府副大臣、外務大臣政務官を歴任。

## 経歴
東京都世田谷区生まれ（現住所は埼玉県越谷市東町4丁目）。横浜市立西本郷小学校、横浜市立西本郷中学校、神奈川県立柏陽高等学校を経て、1994年、東京理科大学理工学部土木工学科卒業。1995年、メリーランド州立大学大学院沿岸海洋環境科学プログラムに入学し、修士課程修了。1999年、大阪大学大学院工学研究科土木工学専攻博士後期課程に入学し、単位取得退学。
2002年、東和科学株式会社入社。2004年、財団法人環日本海環境協力センターに出向。同年、大前研一が主催する一新塾に入塾。同期に武広勇平（佐賀県上峰町長）がいる。2006年、松下政経塾入塾。2009年、第27期生として卒塾。
2011年1月、公募により自民党埼玉県第三選挙区支部長に就任。引退した今井宏の地盤を引き継いだ。同年4月、西武文理大学非常勤講師に就任。「環境と地球」を担当。
2012年12月16日、第46回衆議院議員総選挙で埼玉3区に出馬し、民主党前職の細川律夫を破って初当選。2014年12月14日、第47回衆議院議員総選挙で埼玉3区に出馬し、再び細川を下して再選。2015年10月9日、外務大臣政務官（北米、中南米担当）就任。
2016年8月5日、外務大臣政務官を退任。
2017年10月22日の第48回衆議院議員総選挙で3選。
2021年10月6日、第1次岸田内閣で内閣府副大臣（金融に関する事務、沖縄及び北方対策に関する事務、経済財政政策、税制調査会、公益社団法人及び公益財団法人に関する事務の担当、経済再生、新しい資本主義、全世代型社会保障改革、TPPに関する総合調整、日EU・EPA及びTAGの国内対策に関する総合調整、新型インフルエンザ等対策特別措置法、新型コロナウイルス感染症対策、健康危機管理について、それぞれ担当する大臣の補佐）に就任。
2021年10月31日、第49回衆議院議員総選挙において4選。
2024年10月27日、第50回衆議院議員総選挙において5選。

## 政策・主張

### 憲法
- 憲法改正についての各メディアのアンケートの結果は以下のとおり。
  - 2017年 - 朝日新聞社には「賛成」と回答[13]
  - 2021年 - 朝日新聞社には「賛成」と回答[14]。
  - 2024年 - NHKには「賛成」と回答[15]。
- 改正すべき項目として「自衛隊の保持を明記する」「集団的自衛権の保持を明記する」「教育の充実に向けた環境整備を行う旨を明記する」「各都道府県から必ず1人は参議院議員を選出するよう明記する」「憲法改正の発議要件を各院の過半数にする」「緊急事態に関する条項を新設する」と主張[16]。
- 集団的自衛権の行使を禁じた政府の憲法解釈を見直すことに賛成[17]。

### ジェンダー
- 選択的夫婦別姓制度の導入についての各メディアのアンケートの結果は以下のとおり。
  - 2014年 - 朝日新聞社には「反対」と回答[18]
  - 2017年 - 朝日新聞社には「反対」と回答[13]。
  - 2021年 - 朝日新聞社には「どちらとも言えない」と回答[14]。
  - 2024年 - NHKには回答しなかった[15]。

- 同性婚を可能とする法改正についての各メディアのアンケートの結果は以下のとおり。
  - 2021年 - 朝日新聞社には「どちらとも言えない」と回答[14]。
  - 2021年 - NHKには回答しなかった[19]。
  - 2024年 - NHKには回答しなかった[15]。
- 2021年1月30日、黄川田ら自民党国会議員有志50人は、47都道府県議会議長のうち同党所属の約40人に、選択的夫婦別姓の導入に賛同する意見書を採択しないよう求める文書を郵送した。地方議員や市民団体は、地方議会の独立性を脅かす行為だとして黄川田らを批判した[20][21][22][23][24]。
- 2025年2月4日、自民党の議員グループ「保守団結の会」は会合を開き、顧問の高市早苗が講演した。会合に出席した黄川田ら20人超の議員[注 1]は、旧姓の通称使用の拡大で利便性を高めるべきだとの認識を確認した[26][25][27]。
- 「LGBTなど性的少数者をめぐる理解増進法案を早期に成立させるべきか」との問題提起に対し、2021年のアンケートで「どちらとも言えない」と回答[14]。
- クオータ制の導入について、2021年のNHKのアンケートで「どちらかといえば反対」と回答[19]。2024年のNHKのアンケートには回答しなかった[19]。

### 消費税増税
- 2012年の公開アンケートにおいて、消費税を2014年4月に8%、2015年10月に10%まで引き上げる法律が成立したことについて「引き上げは必要だが、時期は先送りすべきだ」と回答している[17]。
- 2014年の公開アンケートにおいて、「2017年4月に消費税率を10%に引き上げるべきだ」と回答している[28]。
- 2017年の公開アンケートにおいて、消費税を2019年10月に10%に引き上げることについて「賛成」と回答している[29]。
- 「消費税減税」「国債を財源とした社会保障と公共事業の拡充」を主張する日本の未来を考える勉強会の副幹事長を務めている[30]。
- 「消費税0％の検討」を掲げた『国民を守るための「真水100兆円」令和2年度第2次補正予算に向けた提言』に賛同している[31]。

### TPP問題
- 2012年の衆院選に立候補した時点では、日本の環太平洋パートナーシップ協定（TPP）参加に反対していた[17]。
- 2016年10月14日に開催された第192回国会「環太平洋パートナーシップ協定等に関する特別委員会 第2号」（TPP特別委員会）において、「世界のGDPの四割、そして人口八億人の巨大な市場が創出し、そこに日本の企業が打って出ることができるということ」、「大企業のみならず、中小企業にもメリットがあり、共通のルールのもと、中小企業においても海外に出て企業活動ができるということで、中小、大企業、広く日本の経済にメリットがある」との認識を示した上で、石原伸晃国務大臣に対して日本の国民皆保険制度が将来的に守られるか否かを質疑した。石原は、TPPの第二十七章「運用及び制度に関する規定」において公的保険の部分がいわゆる適用除外であり、社会保険等の社会事業サービス等については附帯書で留保しているので変える必要はないと答弁した[32]。

### その他
- 「他国からの攻撃が予想される場合には敵基地攻撃もためらうべきではない」との問題提起に対し、「賛成」と回答[14]。
- 日本の核武装について今後の国際情勢によっては検討すべきとしている[17]。
- 被選挙権を得られる年齢の引き下げについてはどちらかといえば反対[33]。
- 女性宮家の創設に反対[17]。
- 外国人労働者の受け入れを進めるべきかどうかについてはどちらとも言えないと回答[33]。
- 首相の靖国参拝についてどちらかといえば賛成[33]。

## 人物

### 旧統一教会との関係
ジャーナリストの鈴木エイトが作成した「旧統一教会関連団体と関係があった現職国会議員168人」によれば、旧統一教会関連団体との関係について、2018年に教団系列企業のイベント「緊急特別講演会2018」に祝電を打っていた

### その他
- 週刊ダイヤモンド2015年7月11日号「【特集2】世界の海底資源を牛耳るのは誰だ？」において、「海洋開発の研究者出身の衆議院議員」として海洋資源開発についてのコメントが掲載される。

## 所属団体・議員連盟
- 自民党たばこ議員連盟[35]
- 日本の未来を考える勉強会（副幹事長）[30]
- 日本会議国会議員懇談会[36]
- 神道政治連盟国会議員懇談会[36]
- 家族の絆特命委員会
- ボーイスカウト振興国会議員連盟 [37]

## 選挙歴
| 当落 | 選挙                   | 執行日         | 年齢 | 選挙区      | 政党       | 得票数     | 得票率 | 定数 | 得票順位 /候補者数 | 政党内比例順位 /政党当選者数 |
| ---- | ---------------------- | -------------- | ---- | ----------- | ---------- | ---------- | ------ | ---- | ------------------ | ---------------------------- |
| 当   | 第46回衆議院議員総選挙 | 2012年12月16日 | 42   | 埼玉県第3区 | 自由民主党 | 8万7695票  | 35.53% | 1    | 1/5                | /                            |
| 当   | 第47回衆議院議員総選挙 | 2014年12月14日 | 44   | 埼玉県第3区 | 自由民主党 | 10万7986票 | 49.64% | 1    | 1/3                | /                            |
| 当   | 第48回衆議院議員総選挙 | 2017年10月22日 | 47   | 埼玉県第3区 | 自由民主党 | 9万5093票  | 44.62% | 1    | 1/6                | /                            |
| 当   | 第49回衆議院議員総選挙 | 2021年10月31日 | 51   | 埼玉県第3区 | 自由民主党 | 12万5500票 | 53.63% | 1    | 1/3                | /                            |
| 当   | 第50回衆議院議員総選挙 | 2024年10月27日 | 54   | 埼玉県第3区 | 自由民主党 | 7万6239票  | 42.00% | 1    | 1/4                | /                            |